# Загуменный, Эдуард Владимирович
Эдуард Владимирович Загуменный (19 февраля 1973) — российский футболист, играл на позиции защитника.

## Карьера
Воспитанник тюменского футбола. В 1993 году 20-летний Загуменный стал основным игроком родного клуба «Динамо-Газовик» в первой лиге, где команда играла под руководством Эдуарда Малофеева. 28 июня 1993 года в домашнем матче 11-го тура против алданского «Металлурга» на 47-й минуте встречи защитник гостей Вадим Бадюк прыгнул сзади в подкат и нанёс Загуменному тяжелейшую травму, сломав ногу. Восстановление после повреждения затянулось, и он пропустил сезон 1994 года, а в 1995 году попал в заявку клуба, однако сразу перебрался в тобольский «Иртыш». Летом 1998 года вернулся в «Тюмень». 29 июля 1998 года в домашнем матче против сочинской «Жемчужины» дебютировал за «Тюмень» в матчах высшего дивизиона, проведя полный матч. В 2001 и 2002 годах Загуменного вновь начали преследовать травмы. После окончания сезона 2002 года «Тюмень» лишили профессионального статуса, а Загуменный решил завершить профессиональную карьеру. В 2004 году выступал за любительский клуб «Тюмень».